# Erythrolamprus vitti
Espèce
Synonymes
- Liophis vitti Dixon, 2000

Erythrolamprus vitti  est une espèce de serpents de la famille des Dipsadidae.

## Répartition
Cette espèce se rencontre en Équateur et en Colombie.

## Étymologie
Cette espèce est nommée en l'honneur de Laurie Joseph Vitt (1945-).

## Publication originale
- Dixon, 2000 : Ecuadorian, Peruvian, and Bolivian snakes of the Liophis taeniurus complex with descriptions of two new species. Copeia, vol. 2000, no 2, p. 482-490.